# Rue de Turbigo
La rue de Turbigo est une voie des 1er, 2e et 3e arrondissements de Paris, en France.

## Situation et accès
Longue de 1 165 mètres, elle commence aux 8-18, rue Montorgueil et se termine au 1, rue Notre-Dame-de-Nazareth et au 199, rue du Temple.
Elle est desservie, d’est en ouest, par la ligne 3 à la station Temple, par les lignes 3 et 11 à la station Arts et Métiers, par la ligne 4 à la station Étienne Marcel.

## Origine du nom
Le nom de cette voie perpétue le souvenir de la bataille de Turbigo, victoire franco-savoyarde face à l’empire d’Autriche le 2 juin 1859.

## Historique
Le percement de cette voie est déclaré d'utilité publique en 1854 en même temps que celui du boulevard de Sébastopol et du prolongement de la rue Réaumur. Réalisée dans le cadre des transformations de Paris sous le Second Empire, cette opération a pour but de relier la place de la République (alors « place du Château-d'Eau ») aux nouvelles Halles centrales.
Le percement de la rue fait disparaître, en 1866 :
- la prison des Madelonnettes[3],

ainsi que de nombreuses maisons anciennes des :
- rue du Temple ;
- rue du Vertbois ;
- rue des Fontaines-du-Temple ;
- rue Volta ;
- rue au Maire ;
- rue Saint-Martin ;
- rue Saint-Denis ;
- rue Mondétour,

et des rues comme les :
- rue du Grand-Hurleur ;
- rue du Petit-Hurleur.

Le carrefour des rues de Turbigo et Réaumur a absorbé les :
- rue Royale-Saint-Martin ;
- rue Henri-Ier ;
- rue du Marché-Saint-Martin ;
- rue Saint-Marcoul ;
- rue Saint-Benoît-Saint-Martin ;
- rue Saint-Maur-Saint-Martin ;
- rue Saint-Paxent.

Le 30 janvier 1918, durant la Première Guerre mondiale, le no 31 rue de Turbigo est touché lors d'un raid effectué par des avions allemands,.

## Bâtiments remarquables et lieux de mémoire

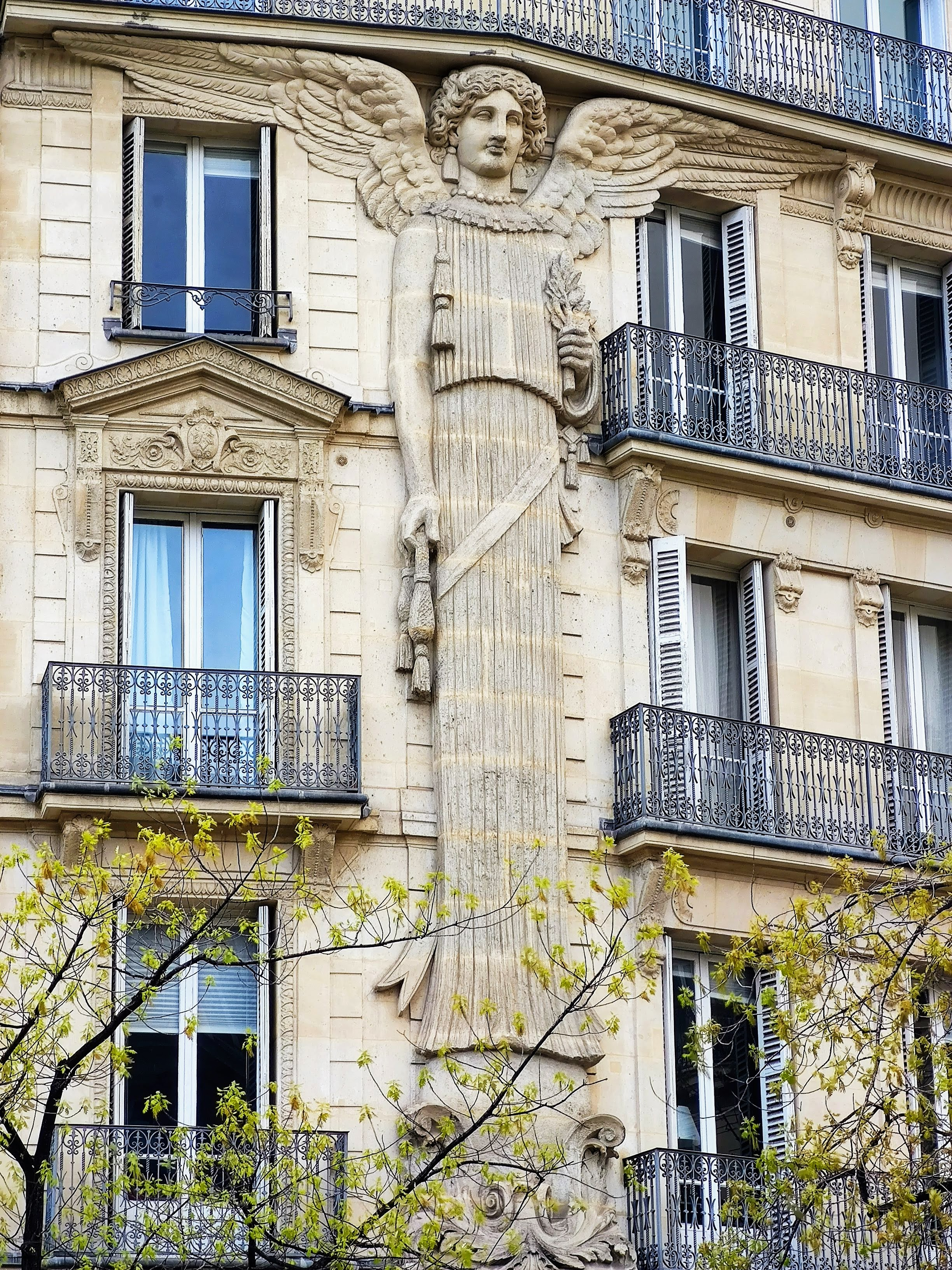
Le no 57 avec la plus haute cariatide de Paris.

- Nos 9 et 45 : au XIXe siècle, deux restaurants Bouillon Duval s'y trouvaient.
- No 36 : c'est là qu'habitait un dénommé Vilaret qui logeait en 1885[5] l'artiste peintre Maurice Bompard (1857-1936).
- No 34 : ici se trouvait dans les années 2000 une plaque commémorative fantaisiste : « Pierre SALATIER / Programmeur / EST NE DANS CET IMMEUBLE / le 12 novembre 1976 »[6].
- No 39 : hôtel Le Chariot d'or. Une plaque ancienne sur la façade indique : « Le Chariot d'or, fondé au XIVe siècle ». L’immeuble occupe l’emplacement d’une auberge appelée Le Chariot d’or et de son écurie. Sa façade principale était rue Greneta[7].
- No 44 : lieu de l’ancien siège du journal Charlie Hebdo.
- No 50 : La grande fabrique, magasin Henri Esders.
- No 57 : immeuble de 1859 dont la façade est ornée de la plus haute cariatide de Paris. Cet ange haut de trois étages est sculpté d'après un dessin d'Auguste Émile Delange, réalisé en 1851, à l'occasion d'un concours aux Beaux-Arts dont le thème était de proposer un phare en hommage au physicien Augustin Fresnel, inventeur de la lentille à échelons[8],[1].
- No 64 : en 1860 s'y trouve le magasin de nouveautés Le Palais de la Mode[1].
- No 69 : entrée du lycée Turgot[1].

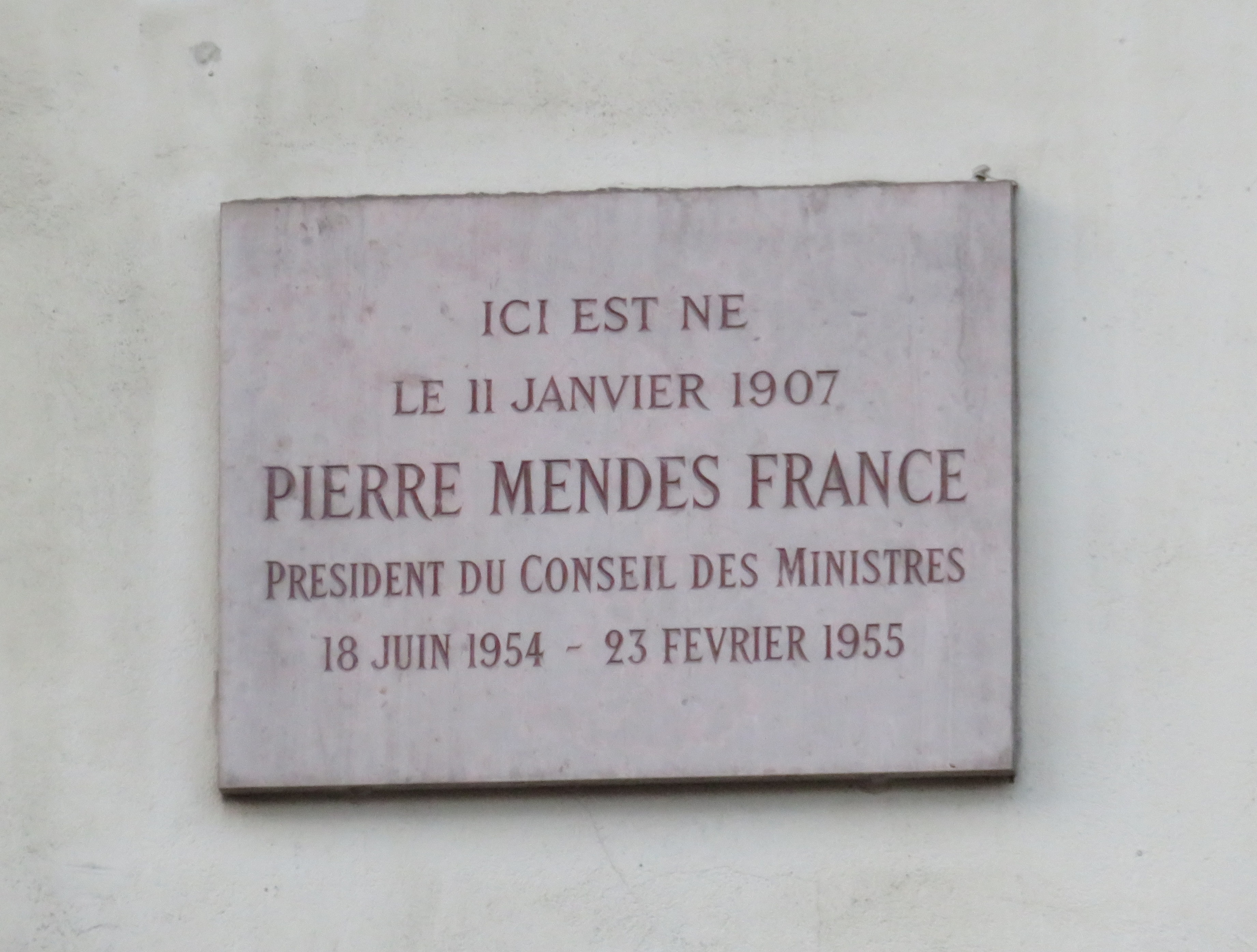
Plaque au no 75, commémorant la naissance de l’homme politique Pierre Mendès France.

- No 70 bis : à l'origine école municipale de dessin Germain-Pilon puis collège technique des métiers de la chaussure[1]. De nos jours lycée professionnel Abbé-Grégoire.
- No 75 : immeuble dans lequel est né l'homme politique Pierre Mendès France en 1907[9]. Une plaque commémorative lui rend hommage.
- Nos 77-85 : emplacement du couvent des Pères de Nazareth.
- No 87 : Camille Chautemps y est né[10].
- En 1867, Ernest Cognacq — cofondateur dans la décennie suivante (avec son épouse Marie-Louise Jaÿ) du grand magasin La Samaritaine — ouvre dans cette rue son premier magasin, Au Petit Bénéfice[1],[11], qui périclite rapidement.
- La rue de Turbigo est évoquée dans la chanson Tout le long du Sébasto, interprétée par Berthe Sylva.

## Pour approfondir